# Stallfena
Stallfena är en aerodynamisk anordning för bakåtsvepta flygplansvingar, såsom pilvingar och deltavingar, bestående av ett antal avlånga vingfenor gående längs vingens kordalinje vilka ska leda luftströmningen över vingen så denna inte avleds utåt mot vingspetsarna vid låg hastighet och orsakar tippstall.

## Beskrivning

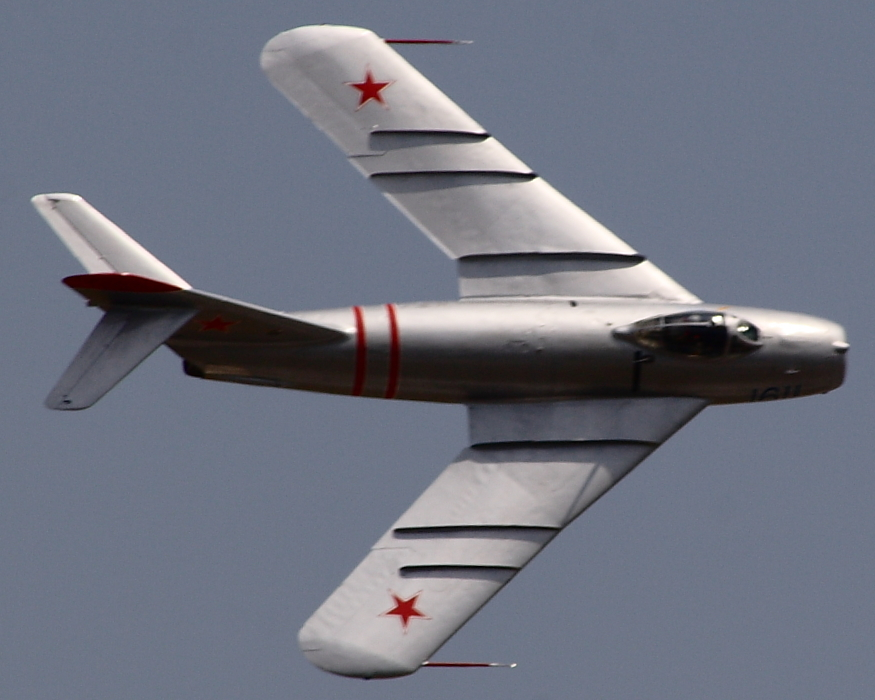
Stallfenorna i topprofil hos en Mikojan-Gurevitj MiG-17F.

Stallfenor är ett tippstallförhindrande arrangemang för flygplan med pilvinge som består av i kordled gående (gående i led med kordalinjen), vinkelrätt mot vingytan anbringade plåtar (fenorna) av en höjd jämförlig med vingtjockleken.
Stallfenor hindrar pilvingar från att uppnå vingspannsgående luftströmning över vingen vid låg hastighet genom att dela upp luftströmmen och leda den ut bakom vingens bakkant. Genom att hindra luftströmningen över vingen från att gå mot vingspetsarna förhindras hela vingen från att stalla på en gång vid tippstall.

### Tippstall
Tippstall (engelska: tip stall) är en typ av överstegring (stall) som är naturligt vanlig hos pilvingade flygplan (flygplan med bakåtsvepta vingar) där ena vingspetsen tappar lyftkraft och ”tippar” planet.
Pilvingar har en rad aerodynamiska fördelar vid höga hastigheter men därmed även en rad nackdelar vid låga hastigheter. Eftersom vingarna är bakåtsvepta kommer luftströmmen över vingarna att naturligt försöka flöda utåt mot vingspetsarna (vingspannsgående luftströmning). Vid höga hastigheter är detta inte ett problem då det kraftiga vindmotståndet i gångriktningen tvingar luftströmmarna att flöda i samma riktning som planet. Vid låga hastigheter å andra sidan övervinner luftströmmarna luftmotståndet och börjar då avledas utåt mot vingspannet för att sedan spilla över skevrodren och vingspetsarna. Detta minskar bland annat skevrodrens effekt och manöverförmåga men framför allt flyttar det lyftkraftcentrum framåt vilket gör flygplanet baktungt. Resultatet av detta är vanligen att en av vingarna tappar lyftkraft och tippar, vilket följs av att piloten snabbt korrigerar skevningen. Denna korrigering skapar motstånd och minskar farten ytterligare, varav motsatt vinge tappar lyftkraft och tippar, etc. Planet börjar därför vagga från sida till sida vilket gör att anfallsvinkeln förändras vartefter vingspetsarna går upp och ner. När en vinge går ner blir anfallsvinkeln större och till slut för stor, varav vingspetsen överstegrar (stallar) och gör att planet tappar kontroll.

## Liknande vingarrangemang
- Framkantklaff(en) – framkantanordning där hela vingens framkant kan fällas ut framåt som en vingklaff i syfte att förbättra vingens luftströmning vid hög anfallsvinkel.
- Spaltvinge(en) – framkantanordning där yttervingens framkant kan fällas ut för skapa en framkantsspalt(en) i syfte att reducera minsta möjliga hastighet och förbättra manöverförmåga vid låga hastigheter.
- Sågtandvinge(en) – tippstallförhindrande framkantanordning där yttervingens kordalinje[1][2] förlängts framåt med sågtandsbrytning vilket skapar ett virvelflöde på vingens mittfält som förhindrar vingspannsgående luftströmning över vingen och höjer det kritiska machtalet.
- Virveldämpare – vingspetsanordning som efterliknar stallfenor men som i motsats ska minska flygplanets vingspetsvirvlar och därigenom dess inducerade motstånd.